# Schilthorn
Schilthorn – szczyt w Schweizer Voralpen, części Alp Zachodnich. Leży w Szwajcarii w kantonie Berno. Można go zdobyć ze schroniska Rotstockhütte (2120 m) lub Schilthornhütte (2432 m). Na szczycie funkcjonuje restauracja panoramiczna Piz Gloria.
Dostęp na szczyt i do znajdującej się na nim restauracji zapewnia kolej linowa z miejscowości Mürren (1630 m n.p.m.) z przesiadką na stacji pośredniej na szczycie Birg (2684 m n.p.m.). Można go również zdobyć na piechotę ze schronisk Rotstockhütte (2042 m n.p.m.) lub Schilthornhütte (2433 m).